# Mihai Ioan Lasca
Mihai Ioan Lasca (n. 12 ianuarie 1980, Aleșd, România) este un politician român, fost deputat în legislatura 2020-2024 pe listele partidului AUR.
În februarie 2021  a fost exclus din partidul AUR. În septembrie 2023 a devenit președinte al partidului PPR - Patrioții Poporului Român.

## Procese penale
Pe 2 iunie 2021 Mihai Lasca a fost condamnat definitiv de Curtea de Apel Oradea la 2 ani de închisoare cu suspendare și 120 de zile de muncă neremunerată în folosul comunității pentru loviri și alte violențe.
Pe 14 octombrie 2024 Mihai Lasca a fost achitat definitiv de Înalta Curte de Casație și Justiție într-un dosar instrumentat de DIICOT pentru constituire de grup infracțional organizat, ÎCCJ motivând achitarea prin faptul că "fapta nu este prevăzută de legea penală".
Acesta achitare vine după clasarea în 2018 a unui alt dosar pentru activități de fraudă bancară, instrumentat de procurorii DIICOT Oradea, din lipsă de probe.
În martie 2022, Mihai Ioan Lasca a anunțat că a depus la Parchetul General de pe lângă Înalta Curte de Casație și Justiție a României o plângere penală de represiune nedreaptă împotriva procurorului care a instrumentat acest dosar.